# Duvergé
Duvergé, também conhecida localmente como Las Damas (Espanhol: "as senhoras", em homenagem ao rio local Las Damas) é a maior cidade da província de Independencia, na República Dominicana. Os primeiros colonos desta comunidade foram os senhores Christopher Pérez e María del Pulgar, originários de San Juan de la Maguana.
Sua população estimada em 2012 era de 19 598 habitantes.

## História
A vila passou a fazer parte da Província Baoruco de Azua, em 9 de maio de 1850 pela lei número 533 sobre divisão territorial. 
Em 17 de maio de 1876, devido ao número de habitantes e sua importância agrícola, o presidente Ulises Francisco Espaillat assinou o decreto 1524, atribuindo a cidade à província de Azua. 
Em 12 de setembro de 1881, passou a fazer parte do Distrito Marítimo de Barahona, que hoje é o município de Enriquillo. 
Durante o governo de Ulises Heureaux, vice-presidente da República, Wenceslao Figuereo mudou o nome de Las Damas para Duvergé em 22 de junho de 1891, em homenagem ao general da Guerra da Independência Dominicana, Antonio Duvergé.
Duvergé foi posteriormente integrada à Província de Barahona, pela lei número 229 de 18 de março de 1943.
No ano de 1949, no governo de Rafael Trujillo foi aprovada a lei número 2107, que colocou Duvergé na Província da Independência, onde se encontra até hoje.

## Geografia
O município de Duvergé é uma planície entrincheirada entre serras e montanhas. Localiza-se geograficamente no Vale do Neiba, mas pertence politicamente à Província da Independência.
São 17 km de Neiba e 42 km de Jimaní, capital da província.
Duvergé está localizada em uma área árida, com abundância de cactos, como Melocactus lemairei. No entanto, depende de correntes de águas subterrâneas e fontes superficiais que umedecem as terras e, apesar do clima árido, as terras são férteis.

## Limites
- Norte: Lago Enriquillo e Província de Baoruco
- Sul: Província de Pedernales
- Leste: Cristóbal
- Oeste: Jimani

## Área
A área urbana estende-se aproximadamente 6 a 8 km a partir do centro da cidade.
O município de Duvergé tem uma extensão territorial de 501,43 km². Esta população tem seguido um processo evolutivo de crescimento e desenvolvimento marcado por fases, com influências dinâmicas na emigração e na imigração.
A área tem uma população de 17.320 habitantes, dos quais 12.053 vivem na zona urbana e 5.267 na zona rural.

## Economia
A principal fonte de renda de Duvergé é a agricultura. A grande maioria das terras agrícolas é dedicada à produção de banana, banana-da-terra, mandioca, inhame, coco e hortaliças.

Como o município de Duvergé faz fronteira com o Lago Enriquillo, é realizada a pesca de tilápia em grande quantidade, que é consumida localmente e exportada para os municípios vizinhos.